# Урбоекологія
Урбоеколо́гія, екологія міста (від лат. urbs — місто) — наука про взаємозв'язки та взаємодію у часі й просторі двох систем — міської (її соціальної, технічної, енергетичної, інформаційної, адміністративної підсистем) і природної, а також про ноосферне управління екосистемою. Урбоекологія є розділом екології.
Об'єкт вивчення урбоекології — міські біогеоценози. Урбоекологія розглядає урбанізацію не лише як об'єктивний історичний процес зростання ролі міст у розвитку цивілізації, а й як процес перебудови всього середовища проживання людини, тобто спираючись на екологічний підхід, згідно з яким місто є складним організмом у системі зв'язків між елементами, які його утворюють, та «зовнішнім» соціальним і природним середовищем.
Урбоекологія досліджує урболандшафти, зміни природно-просторових ресурсів міста, його ґрунтового покриву, повітряного басейну, поверхневих і підземних вод, рослинного і тваринного світу, різні види забруднень. В свою чергу, урбоекосистема — це природно-територіальний комплекс (геокомплекс) зі всією його ієрархічною структурою — від ландшафту до фації, який знаходиться під безпосереднім впливом (минулим, сучасним, майбутнім) міста.
Основний напрям урбоекології — вивчення популяції людини, що хоч і є явищем соціальним, з погляду популяційної екології являє собою таку, яка протягом свого життя переміщується з однієї екологічної ніші в іншу (житло, місце роботи, транспорт, рекреація тощо). З розвитком процесів урбанізації та зростанням відчуження природного середовища міська людина повинна включати нові адаптивні (фізіологічні, психологічні, соціальні) механізми, які не є безмежними. Місто є середовищем не тільки для проживання людей, а й для існування різних видів рослин і тварин. Частково вони існують в одомашненому (окультуреному) стані, інші можуть існувати тільки, в специфічних домашніх умовах (оранжереях, теплицях, акваріумах тощо) зустрічаються також дикорослі рослини та дикі тварини. Усі живі організми міського середовища, що оточують людину, мають також пристосовуватися до зміни умов.
Урбоекологія включає також раціональне проектування та екологічно оптимальні варіанти будівництва міських структур. Вона спирається на багато галузей знань, предметом яких є дослідження різних аспектів взаємодії суспільства та природи — екологію, ботаніку, містобудування, географію, соціологію, санітарію, техніку тощо. Урбоекологія тісно пов'язана з проблемою збереження живої природи в умовах неминучого наступу міст на природне середовище та прогресуюче погіршення його якості.
Теоретична база з цього приводу постійно оновлюється за рахунок і завдяки практичним проектам по всьому світу у вигляді екопоселень, екополісів, екоміст,  тобто міст, які спеціально побудовані на засадах гармонії природного і соціального середовища. В СРСР, наприклад, це відбувалося за участю психолога А. А. Брудного, еколога Д. Н. Кавтарадзе, соціолога О. М. Яницького та інших в підмосковному наукограді Пущино. Міждисциплінарні проекти, експерименти, досліди вивчали всі процеси, які стосувалися «уробо-сфери» — збір мешканцями грибів, квітів у місцевому лісі, бродячих собак, побудову мережі доріг, тощо.